# Aname mainae
Espèce
Aname mainae est une espèce d'araignées mygalomorphes de la famille des Anamidae.

## Distribution
Cette espèce est endémique d'Australie-Méridionale. Elle se rencontre vers Elliston.

## Description
La carapace du mâle holotype mesure 9,7 mm de long sur 8,4 mm et la carapace de la femelle paratype mesure 8,5 mm de long sur 7,5 mm.

## Étymologie
Cette espèce est nommée en l'honneur de Barbara York Main.

## Publication originale
- Raven, 2000 : Taxonomica Araneae I: Barychelidae, Theraphosidae, Nemesiidae and Dipluridae (Araneae). Memoirs of the Queensland Museum, vol. 45, no 2, p. 569-575 (texte intégral).